# West-Duitsland

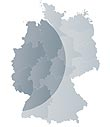
West-Duitsland

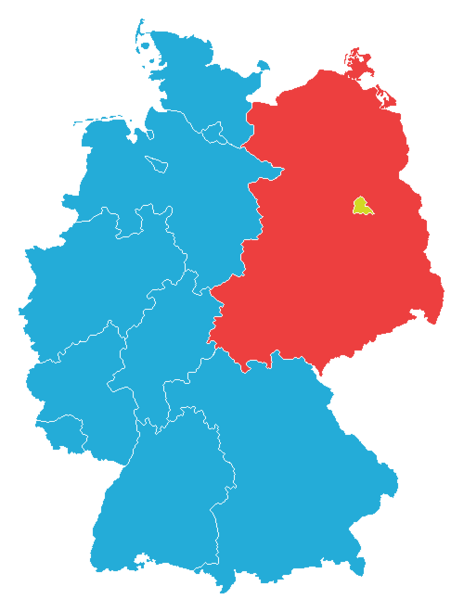
West-Duitsland (blauw) als synoniem voor de Bondsrepubliek tussen 1957 en 1990

West-Duitsland (Duits: Westdeutschland) is het westelijk deel van Duitsland. Historisch gezien is de term voornamelijk gebruikt als synoniem voor de Bondsrepubliek Duitsland in de periode tussen 1949 en 1990 toen Duitsland verdeeld was in twee staten. In meer geografische zin bedoelt men met West-Duitsland vooral de deelstaat Noordrijn-Westfalen, verder ook nog Rijnland-Palts en Saarland.

## Geografie
West-Duitsland in geografische zin is, afgezien van de westgrenzen met Nederland, België, Luxemburg en Frankrijk, niet scherp afgebakend. Gebruikelijk is om de voormalige Rijnprovincie en de deelstaten Noordrijn-Westfalen, Rijnland-Palts en Saarland tot West-Duitsland te rekenen. Nedersaksen wordt normaliter tot Noord-Duitsland gerekend.
Het zuiden van West-Duitsland bestaat uit het laaggebergte van het Rijnlands leisteenplateau, in het westen de Eifel en in het oosten het Sauerland. Het gebied naar de Nederlandse grens wordt gekenmerkt door een vlak landschap. West-Duitsland wordt doorsneden door diverse rivieren waaronder de Rijn, de Ruhr en de Lippe. De hoogste punten zijn de Kahle Asten met 842 meter en de Langenberg met 843 meter.

## Geschiedenis
Historisch werd het westen van Duitsland bepaald door de invloed van het Romeinse rijk dat in eerste instantie tot de rivieren de Rijn en (in het zuiden) de Donau reikte. Hier liggen dan ook de oudste steden van Duitsland, bijvoorbeeld Augusta Treverorum (Trier). Het zijn ook de streken van Duitsland die de langste tijd ononderbroken Germaans of Duits waren; pas tijdens de middeleeuwen bereikten Duitse (of ook Nederlandse) bewoners het huidige oosten van Duitsland, tijdens de zogeheten oostkolonialisatie.
Kenmerken voor het westen van Duitsland tijdens de middeleeuwen en het vroege moderne tijdperk was de grote versplintering in kleinere gebieden, in tegenstelling tot de grotere rijken in het oosten en zuiden, zoals Oostenrijk en iets later Pruisen. Grote delen van West-Duitsland werden door de kerk bestuurd, met de bisschoppen van Keulen en Münster als de belangrijkste kerkelijke vorsten. Net als in het zuiden, maar minder dan in het oosten, kende het westen van Duitsland een aantal van belangrijke rijkssteden, dus steden die direct onder de keizer stonden: vooral Aken, Dortmund en Duisburg.
Na de val van Napoleon in 1815 wilden de overwinnaars op het congres van Wenen dat sterke Duitse staten een tegenwicht aan Frankrijk konden bieden. De Palts werd Beiers, het Rijnland en Westfalen werden Pruisisch. Deels speelde het een rol dat die staten al eerder bezittingen in die delen hadden. Verder kreeg Pruisen grote delen van het westen omdat zijn wens om Saksen te annexeren niet werd gerealiseerd. Pruisen was met zijn twee nieuwe westerse provincies minder tevreden, maar in het gevolg werden steenkolen in grote schaal gevonden. De streek ontwikkelde zich in de tijd van de industriële revolutie tot een van de belangrijkste industriële regio's van Europa, met als kern het Ruhrgebied. Zowel belangrijke ondernemers zoals Krupp en Thyssen kwamen uit het westen, maar ook de protagonisten uit de arbeidersbeweging, zoals Marx, Engels en Bebel.
In de Eerste Wereldoorlog werd het Duitse Rijk verslagen en werd het Rijnland gedemilitariseerd. Het Ruhrgebied werd tijdelijk door Franse en Belgische troepen bezet om herstelbetalingen af te dwingen. Tijdens de Tweede Wereldoorlog lagen de West-Duitse steden al vanaf 1942 binnen het bereik van de geallieerde luchtmachten en werden zwaar beschadigd. Aan het eind van de oorlog werd West-Duitsland door Britse, Canadese en Amerikaanse troepen veroverd.
Op 23 mei 1949 werd de Bondsrepubliek Duitsland opgericht als samenvoeging van de drie westelijke bezettingszones met Bonn als hoofdstad. De Bondsrepubliek omvatte naast het westen van Duitsland ook het noorden en zuiden. In het oosten van het naoorlogse Duitsland werd op 7 oktober 1949 de Duitse Democratische Republiek (DDR) opgericht. In het buitenland werd de Bondsrepubliek informeel aangeduid als West-Duitsland, terwijl de DDR werd aangeduid eerst als Midden-Duitsland, sinds de jaren 70 als Oost-Duitsland. In de Bondsrepubliek Duitsland werden deze benamingen ten tijde van de Koude Oorlog meestal niet gebruikt. Zolang de DDR zich nog als de kern van een toekomstig algeheel Duitsland begreep, namelijk tot in de jaren 60, werd er vaak West-Duitsland als term voor de Bondsrepubliek gebruikt. Op 3 oktober 1990 traden de Oost-Duitse deelstaten toe tot de Bondsrepubliek en werd Berlijn weer de hoofdstad van Duitsland.

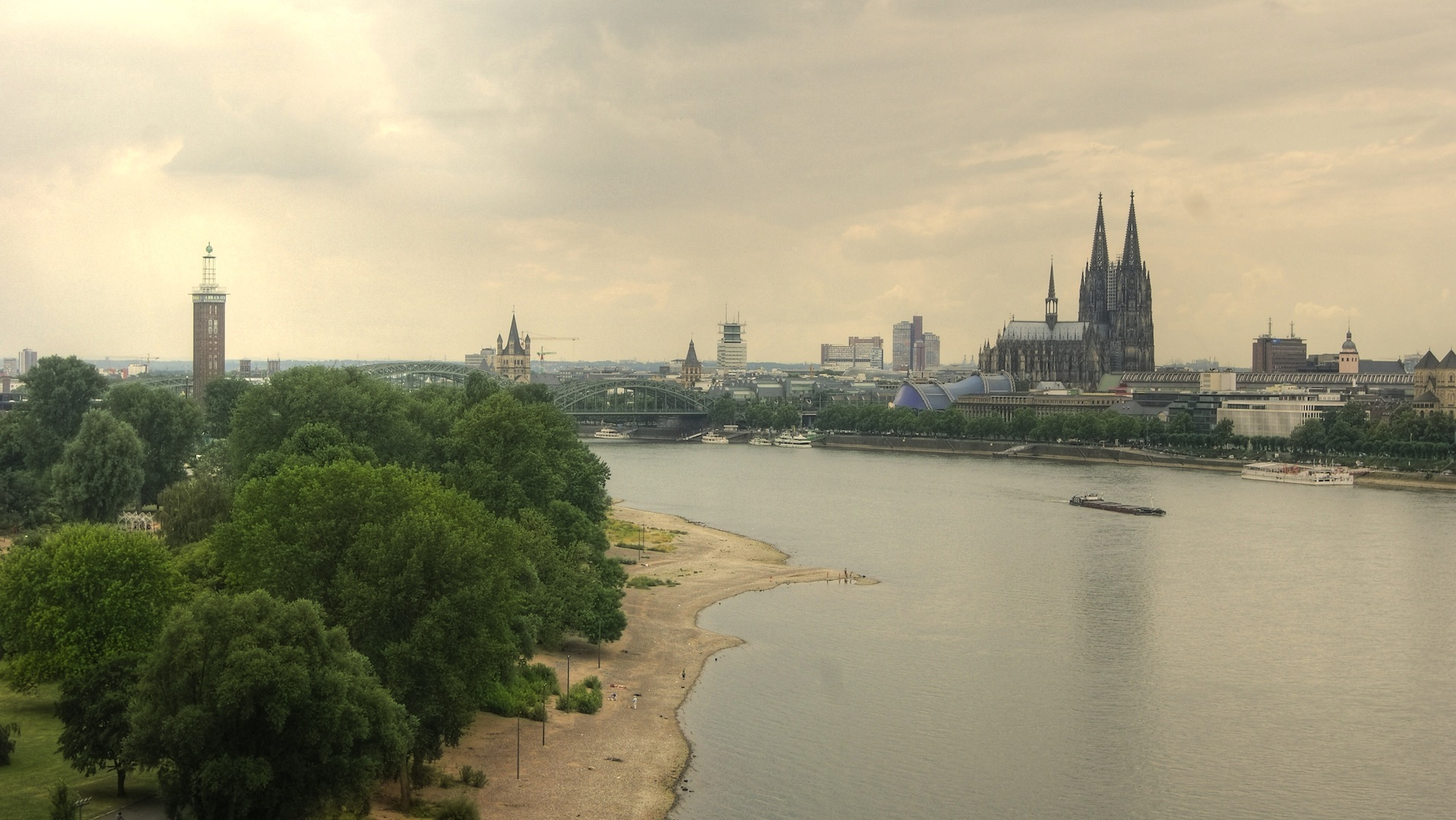
Keulen en de Dom
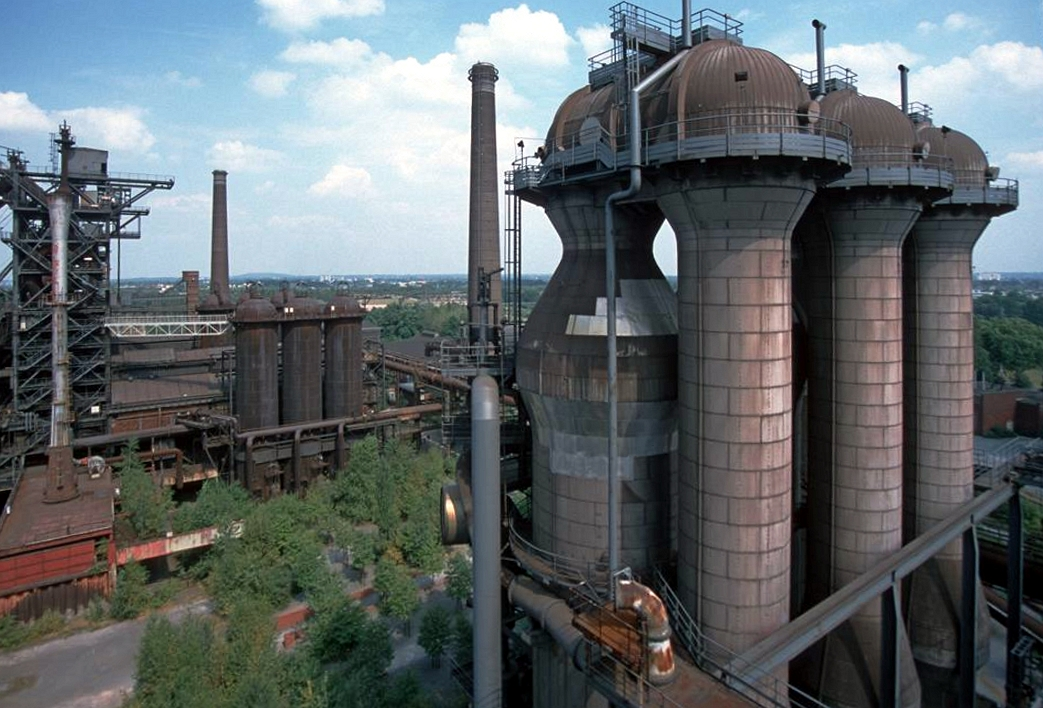
Duisburg in het Roergebied
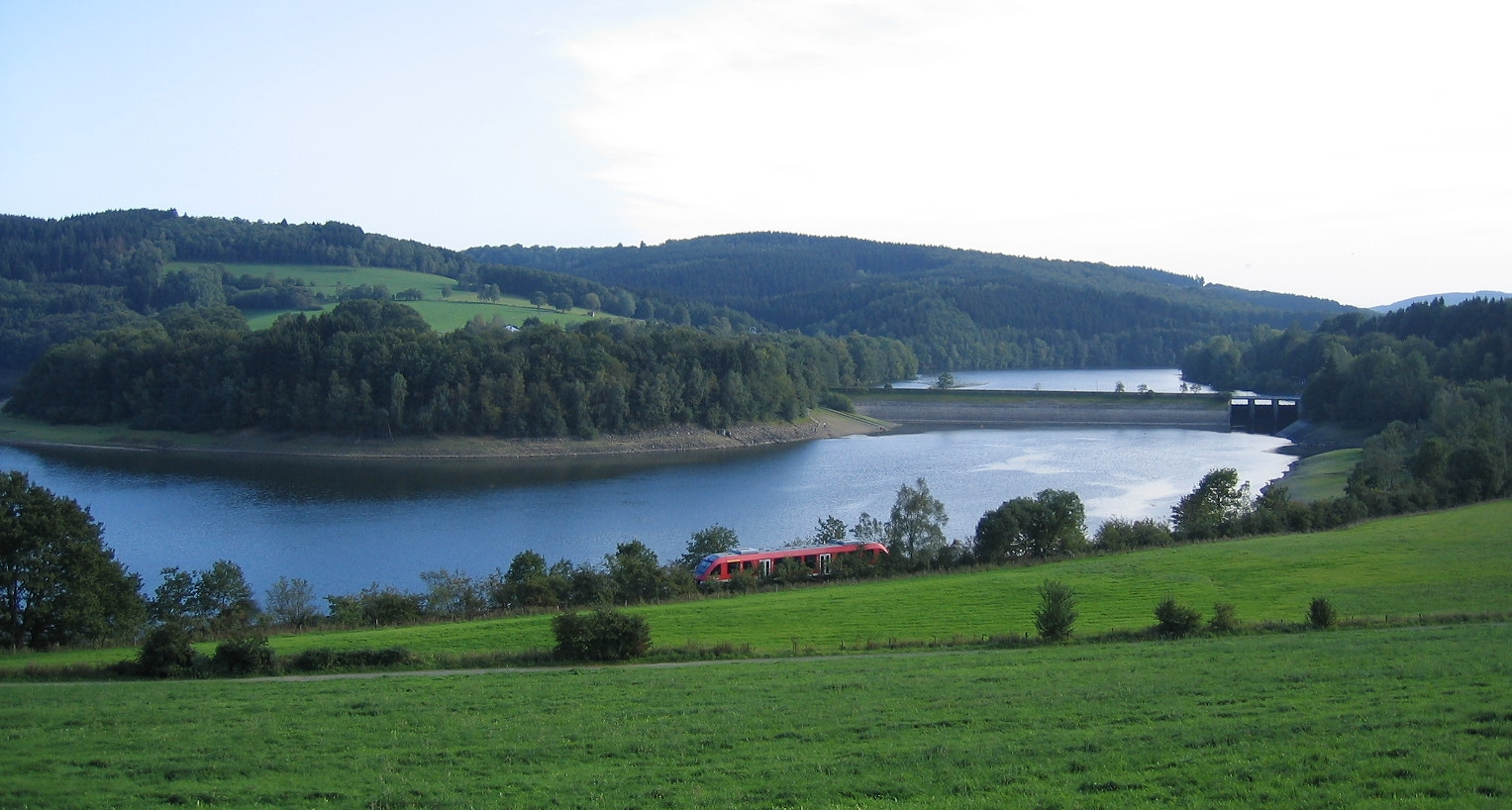
Stuwmeer Biggesee in het Sauerland

## Taal
In West-Duitsland worden voornamelijk Nederfrankische, Westmiddelduitse en Westfaalse dialecten gesproken. Door West-Duitsland loopt de Benrather linie, vernoemd naar het dorp Benrath bij Düsseldorf, die de scheiding vormt tussen het Middelduits en het Nederduits. De Benrather linie is gekoppeld aan het gebruik van het woord maken (Nederduits) of het woord machen (Middelduits).

## Religie
In tegenstelling tot het protestantse Noord-Duitsland zijn de mensen in West-Duitsland overwegend katholiek. Net als in het zuiden van Nederland wordt in West-Duitsland het carnaval op grote schaal gevierd.